# GS/OS
Apple GS/OS – system operacyjny dla komputera Apple IIGS, wyprodukowany w 1988 w celu zastąpienia wcześniej używanego na tej platformie systemu ProDOS16. W odróżnieniu od ProDOSu16, zaadaptowanego z poprzednich modeli, GS/OS został napisany specjalnie dla Apple IIGS w języku maszynowym procesora W65C816. System odpowiada funkcjonalnie systemom Mac OS z epoki (wersja 5), użytkownikowi oferując podobne środowisko pracy (Finder), programiście zaś zbliżone API. Istotną cechą GS/OS jest obecność wirtualnego systemu plików, rzecz rzadko spotykana w owym czasie w systemach tej klasy. System zachował zgodność z aplikacjami ProDOSu16.